# Hymenosoma depressum
Hymenosoma depressum är en kräftdjursart som beskrevs av Jacquinot 1853. Hymenosoma depressum ingår i släktet Hymenosoma och familjen Hymenosomatidae. Inga underarter finns listade i Catalogue of Life.